# نيكولاس تشوي
نيكولاس تشوي (بالصينية: 崔浩然) هو مبارز بالسيف صيني، ولد في 20 يناير 1993 في هونغ كونغ في الصين.

## وصلات خارجية
- نيكولاس تشوي على موقع الاتحاد الدولي للمبارزة (الإنجليزية)
- نيكولاس تشوي على موقع أوليمبيديا (الإنجليزية)